# Naoto
Naoto ist ein meist männlicher japanischer Vorname.

## Namensträger
- Naoto Fukasawa (* 1956), japanischer Industriedesigner
- Naoto Itō (* 1969), japanischer Skispringer
- Naoto Kan (* 1946), japanischer Politiker
- Naoto Ōshima (* 1964), japanischer Videospieldesigner
- Naoto Satō (* 1953), japanischer Amateurastronom
- Naoto Tajima (1912–1990), japanischer Leichtathlet

## Schreibweisen
In der häufigsten Schreibweise 直人 hat er die Bedeutung Aufrichtiger Mensch, gebildet aus den Bestandteilen nao (Aufrichtigkeit) und to (Person).

## Sonstiges
- (6025) Naotosato, Asteroid des Hauptgürtels